# Agbanou
Agbanou est un arrondissement de la commune d'Allada localisé dans le département de l'Atlantique dans le Sud du Bénin,.

## Histoire et Toponymie

### Toponymie
Agbanou vient de 'Agba' le nom d'un fétiche importé du royaume d'Abomey par DâHâdjeto sous le règne du roi Glèlè.

### Histoire
L'arrondissement d'Agbanou est une subdivision administrative béninoise. Il devient officiellement un arrondissement de la commune d'Allada le 27 mai 2013 après la délibération et adoption par l'Assemblée nationale du Bénin en sa séance du 15 février 2013 de la loi n° 2013-O5 du 15/02/2013 portant création, organisation, attributions et fonctionnement des unités administratives locales en République du Bénin.

## Géographie
Subdivisé en villages et hameaux, Agbanou est limité au Nord par le village Attotinga, au sud par Agongblamey, à l'est par Goussikpota et à l'ouest par Tègbo.

### Administration
Agbanou fait partie des 12 arrondissements que compte la commune d'Allada. Il est composé de 13 villages et quartiers de ville sur les 112 que totalise la commune. Il s'agit de :
1. Acclohoué
2. Agbanou
3. Agondokpoé
4. Agongblamey
5. Attotinga
6. Gbéta
7. Gounontomey
8. Goussikpota
9. Lokokpa
10. Tègbo
11. Tokpa-Avagoudo
12. Wadon
13. Zounta[6]

## Démographie
Selon le recensement général de la population et de l'habitation(RGPH4) de l'institut national de la statistique et de l'analyse économique(INSAE) au Bénin en 2013, la population d'Agbanou compte 2932 ménages pour 11480 habitants.
| Indicateur           | 2013  |
| -------------------- | ----- |
| Nombre de ménages    | 2932  |
| Population féminine  | 5965  |
| Population masculine | 5515  |
| Population totale    | 11480 |

## Économie
L'agriculture est la principale activité de l'arrondissement avec une production beaucoup plus centrée sur les céréales et leurs transformation.